# Kemping

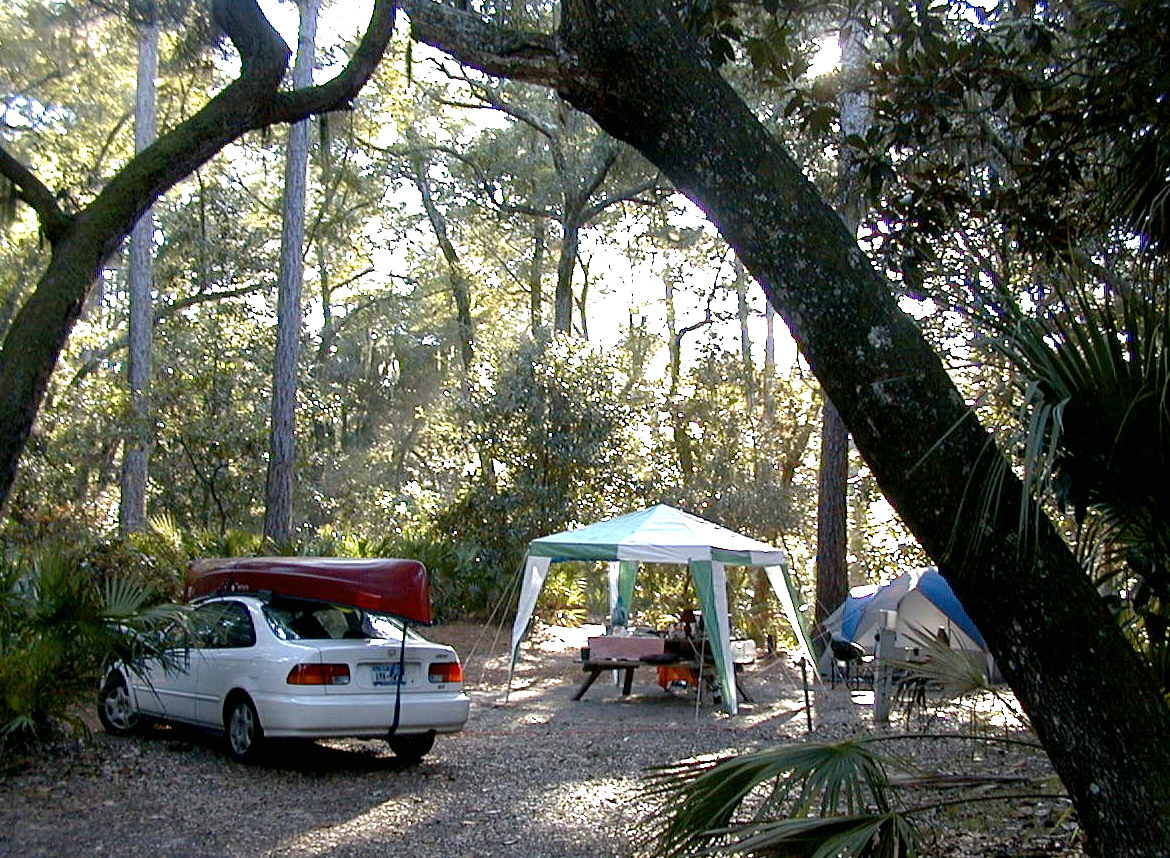
Kemping Dél-Karolinában

A kemping sátrak vagy lakókocsik befogadására alkalmas elkerített terület. Lehet kereskedelmi szálláshely vagy vadkemping.
A kemping, mint kereskedelmi szálláshely: az a külön területen kizárólag szálláshely-szolgáltatás folytatása céljából létesített szálláshelytípus, amelyben szállás céljából a vendégek és járműveik számára elkülönült területet (a továbbiakban: területegység), illetve üdülőházat (a továbbiakban együtt: lakóegység) és egyéb kiszolgáló létesítményeket (például tisztálkodási, mosási, főzési, egészségügyi célokat szolgáló vizesblokk, portaszolgálat stb.) biztosítanak, és amely legalább kilenc lakóegységgel rendelkezik.

## Rendeltetése
Főleg nyári időszakban a természetet kedvelő és szállodai vagy panziós ellátást nem igénylő, sátorral rendelkező autósok, vagy lakókocsival utazók számára nyújt elszállásolási lehetőséget.
Kempingeket legfőképpen olyan helyeken létesítenek, ahol sátrak, faházak, lakókocsik felállítására hely kínálkozik. A terület jellemzője mindenütt a megfelelő közművesítettség.

## Jellemzői
A kemping mint kereskedelmi szálláshely Magyarországon általánosan megfelel a következő jellemzőknek (a szálláshely-szolgáltatási tevékenység folytatásának részletes feltételeiről és a szálláshely-üzemeltetési engedély kiadásának rendjéről szóló 239/2009. (X.20.) Korm. rendelet alapján):
- A terület bekerített és pormentes, a csapadékvíz elvezetése megoldott, gépjárművel való közlekedésre alkalmas belső utak és az egész területen közvilágítás van.
- Legalább segélyhívó telefon áll a vendégek rendelkezésére.
- Egy területegység nagysága átlagosan legalább 40 négyzetméter.
- Nemenként elkülönített hideg-meleg vizes zuhanyzó és mosdó (mosdókagylónként polccal, tükörrel és elektromos csatlakozóval), valamint vízöblítéses WC (kefével és -tartóval, WC-papírtartóval és papírral) és kézmosási lehetőség áll rendelkezésre.
- A vendégek részére fedett helyiségben főző-, mosó- és mosogatóhely biztosított
- A kempingben hulladék(szemét-)gyűjtők találhatók, melyek rendszeres ürítése/kezelése megoldott.
- A tisztálkodási, mosási, főzési és egészségügyi célokat szolgáló vizesblokk követelményei minden 250 fő (egy területegységre átlagosan 2,5 fővel számolva) után (ha a kemping területén üdülőházban is nyújtanak szálláshelyszolgáltatást,az üdülőházban elszállásolható vendégszámot az alábbi követelmények meghatározása során a számításnál figyelmen kívül kell hagyni azon tételek vonatkozásában, amelyek az üdülőházban rendelkezésre állnak): Mosdó 4 db, ebből: meleg vizes 2 db; Zuhanyfülke 4 db, ebből: meleg vizes 2 db; WC csésze 7 db, piszoár 1 db; Mosogató 1 db, ebből: meleg vizes 1 db; Mosómedence 1 db, ebből: meleg vizes 1 db; Főzőhely 1 db; Kémiai WC kiöntő 1 db
- Egész éves üzemelés esetén a fűtési időszakban a tisztálkodási, főzési, mosogatási és mosási szolgáltatások fűtött helyiségben biztosítottak.
- A kempingben 24 órás recepció/portaszolgálat működik.
- A közös helyiségek és a kemping közterületeinek naponkénti takarítása biztosított.

Magyarországon az első kemping 1959-ben nyitotta meg kapuit, ma a férőhelyek száma 120 000 körül mozog. 2016-ban 514.011 vendég 1.786.819 vendégéjszakát töltött el a hazai kempingekben.

## A kempingek minősítése
A kempingek minősítése önkéntes alapon történik.
A „kemping csillaggal” nemzeti tanúsító védjegy a turizmusért felelős tárca által létrehozott és működtetett tanúsító védjegy, amelynek alapvető célja, hogy garanciát nyújtson a szálláshelyszolgáltatás-nyújtás minőségének a szakmai elvárásoknak megfelelő színvonalára. A védjegy tanúsítja, hogy a szolgáltatások minősítése előre meghatározott, a Magyar Kempingek Szakmai Szövetsége által kidolgozott és a turizmusért felelős tárca által jóváhagyott szakmai szempontrendszer alapján történik.
A kempingek minősítése során az alábbi fokozatok érhetők el: egycsillagos kemping, kétcsillagos kemping, háromcsillagos kemping, négycsillagos kemping, ötcsillagos kemping.

## Legális „vadkempingek”
Vannak olyan országok, ahol a turisták bármely, arra alkalmas helyen, a törvényes előírások betartásával, bármiféle díj fizetése nélkül sátrat verhetnek. Ezek közé tartozik pl. Magyarország és Svédország.
A 2009. évi XXXVII. törvény az erdőről, az erdő védelméről és az erdőgazdálkodásról 91. § alapján az erdőben - annak rendeltetésétől függetlenül - üdülés, sportolás és kirándulás céljából gyalogosan, emberi erővel hajtott kerékpárral, lóval, valamint az erdészeti feltáró hálózat részein sport vagy turisztikai célú, lóval vontatott járművel bárki saját felelősségére ott tartózkodhat, amit az erdőgazdálkodó tűrni köteles kivéve, ha azt más jogszabály korlátozza vagy az arra jogosult a látogatás korlátozását az e törvényben foglaltak alapján elrendelte.
A nemzeti parkokban és természetvédelmi területeken sátorozni jellemzően a kijelölt területeken szabad illetve a nemzeti park igazgatóság külön engedélyével.
A törvény 93. § alapján az erdőgazdálkodó hozzájárulásával szabad az erdőben huszonnégy órát meghaladóan üdülési, illetőleg sportolási célból tartózkodni, táborozni, továbbá sátrat felverni.